# Kabinetsformatie Nederland 2002

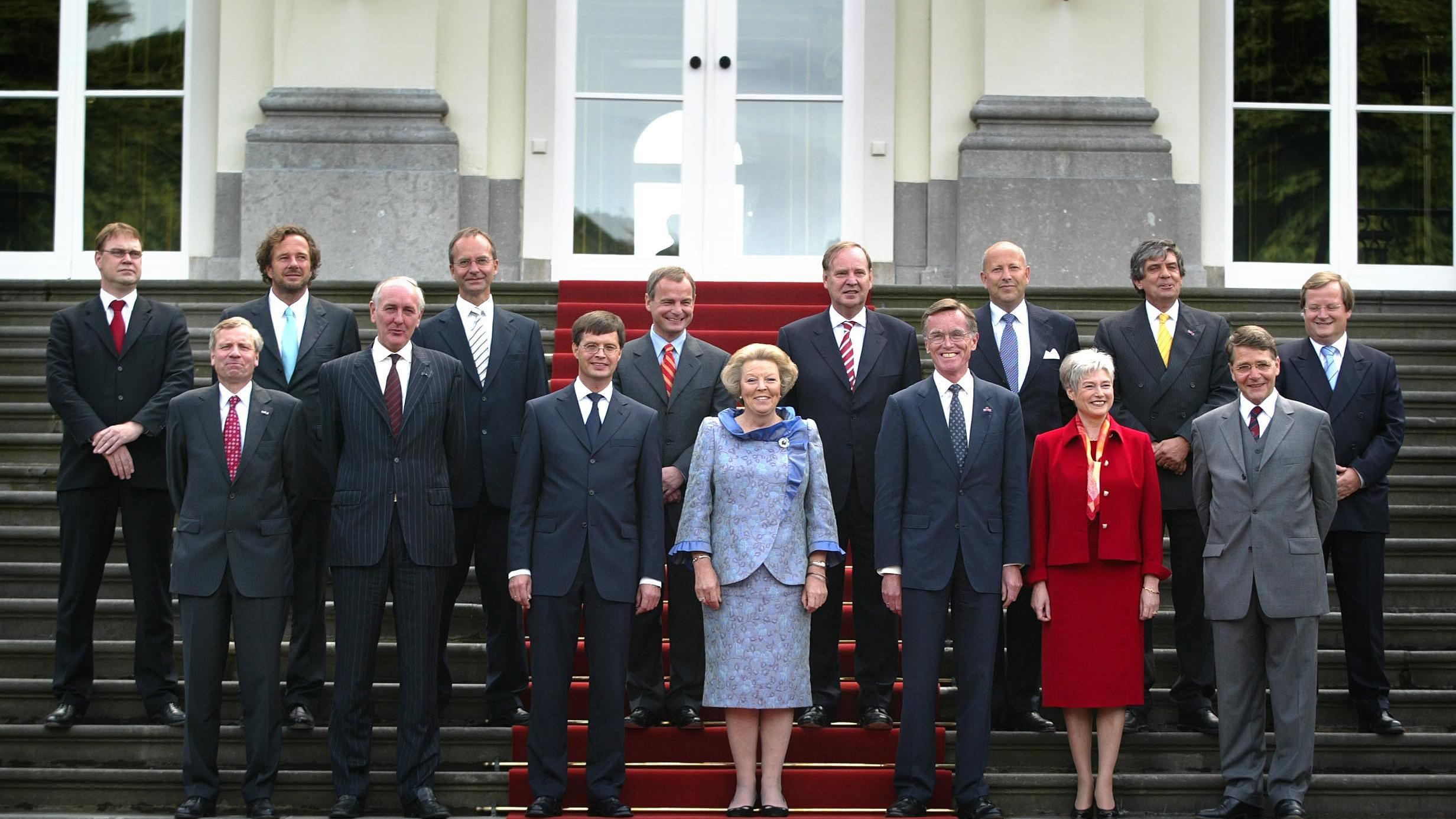
De bordesscène van de ministers van het kabinet-Balkenende I met in het midden vooraan koningin Beatrix bij Huis ten Bosch op 22 juli 2002.

Een kabinetsformatie vond plaats in Nederland na de Tweede Kamerverkiezingen van 15 mei 2002. Dit resulteerde in het kabinet-Balkenende I. De coalitie bestond uit het Christen-Democratisch Appèl (CDA), de Volkspartij voor Vrijheid en Democratie (VVD) en de Lijst Pim Fortuyn (LPF).

## Achtergrond
Sinds 1994 regeerden de paarse kabinetten (kabinet-Kok I en kabinet-Kok II) onder leiding van minister-president Wim Kok. Het tweede paarse kabinet viel door de kabinetscrisis over het Srebrenica-drama in april 2002, vlak voor de verkiezingen die een maand later plaatsvonden.
Al in augustus 2001 had Kok aangeven niet meer beschikbaar te zijn voor het lijsttrekkerschap van de Partij van de Arbeid. Hij werd opgevolgd door Ad Melkert. Bij coalitiepartner VVD was Hans Dijkstal lijsttrekker, terwijl Thom de Graaf deze rol vervulde voor de kleinste paarse partij, Democraten 66 (D66). Jan Peter Balkenende was lijsttrekker van de grootste oppositiepartij, het CDA. Van GroenLinks was Paul Rosenmöller lijsttrekker.

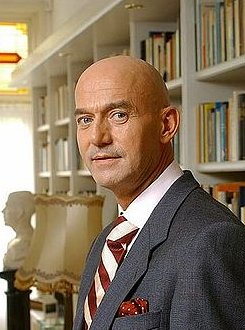
Pim Fortuyn op 4 mei 2002.

Bij Leefbaar Nederland werd publicist Pim Fortuyn lijsttrekker. In zijn boek De puinhopen van acht jaar paars beschreef hij zijn kritiek op het beleid van de regering, waarbij de publieke sector volgens hem verwaarloosd was. Fortuyn was kritisch op de islam, die hij een 'achterlijke cultuur' noemde, en op migratie. Die laatste standpunten leidden in februari 2002 tot een breuk met Leefbaar Nederland. Onder tijdsdruk richtte hij zijn eigen partij op, Lijst Pim Fortuyn. Fortuyn was nog wel lijsttrekker van Leefbaar Rotterdam, waarmee hij bij de gemeenteraadsverkiezingen van maart 2002 in Rotterdam de grootste werd.
Tot begin 2002 scoorden de PvdA en VVD goed in de peilingen, maar hun steun nam steeds verder af ten gunste van de LPF en het CDA. 
De PvdA, GroenLinks en D66 keerden zich tegen Fortuyn en beschuldigden hem van het voeren van een gevaarlijke en extreemrechtse koers. De VVD was kritisch op Fortuyn, maar wilde de wind uit de zeilen halen door kritischer te zijn op het gebied van asiel. Het CDA had met Fortuyn in november 2001 een niet-aanvalsverdrag afgesproken en uitte zelf kritiek op de multiculturele samenleving.
De campagne kwam tot stilstand toen op 6 mei Fortuyn werd vermoord op het Media Park in Hilversum door milieuactivist Volkert van der Graaf. Nederland reageerde geschokt op de moord. Aanhangers van Fortuyn trokken naar het Binnenhof, waar ze naarmate de avond vorderde Melkert, Kok en Rosenmöller uitmaakten voor moordenaars. Het besluit of de verkiezingen door moesten gaan, werd aan de LPF overgelaten. Zij kozen ervoor de verkiezingen door te laten gaan, "omdat Pim het zo gewild zou hebben". De campagne werd wel stilgelegd.

### Verkiezingsuitslag

De zetelverdeling van de nieuwe Tweede Kamer tijdens de kabinetsformatie:
SP: 9
GL: 10
PvdA: 23
D66: 7
VVD: 24
CDA: 43
SGP: 2
CU: 4
LN: 2
LPF: 26

De paarse partijen verloren bij de verkiezingen fors: PvdA van 45 naar 23, VVD van 38 naar 24 en D66 van 14 naar 7. De LPF kwam met 26 zetels de Kamer in. Nog nooit haalde een nieuwkomer zoveel zetels. Het CDA werd de grootste fractie met 43 zetels. Naar aanleiding van de uitslagen traden zowel Melkert en Dijkstal af als partijleider en fractievoorzitter, die vervangen werden door respectievelijk Jeltje van Nieuwenhoven en Gerrit Zalm. Bij de LPF koos de fractie uit vijf kandidaten Mat Herben als fractievoorzitter.

## Informateur Donner

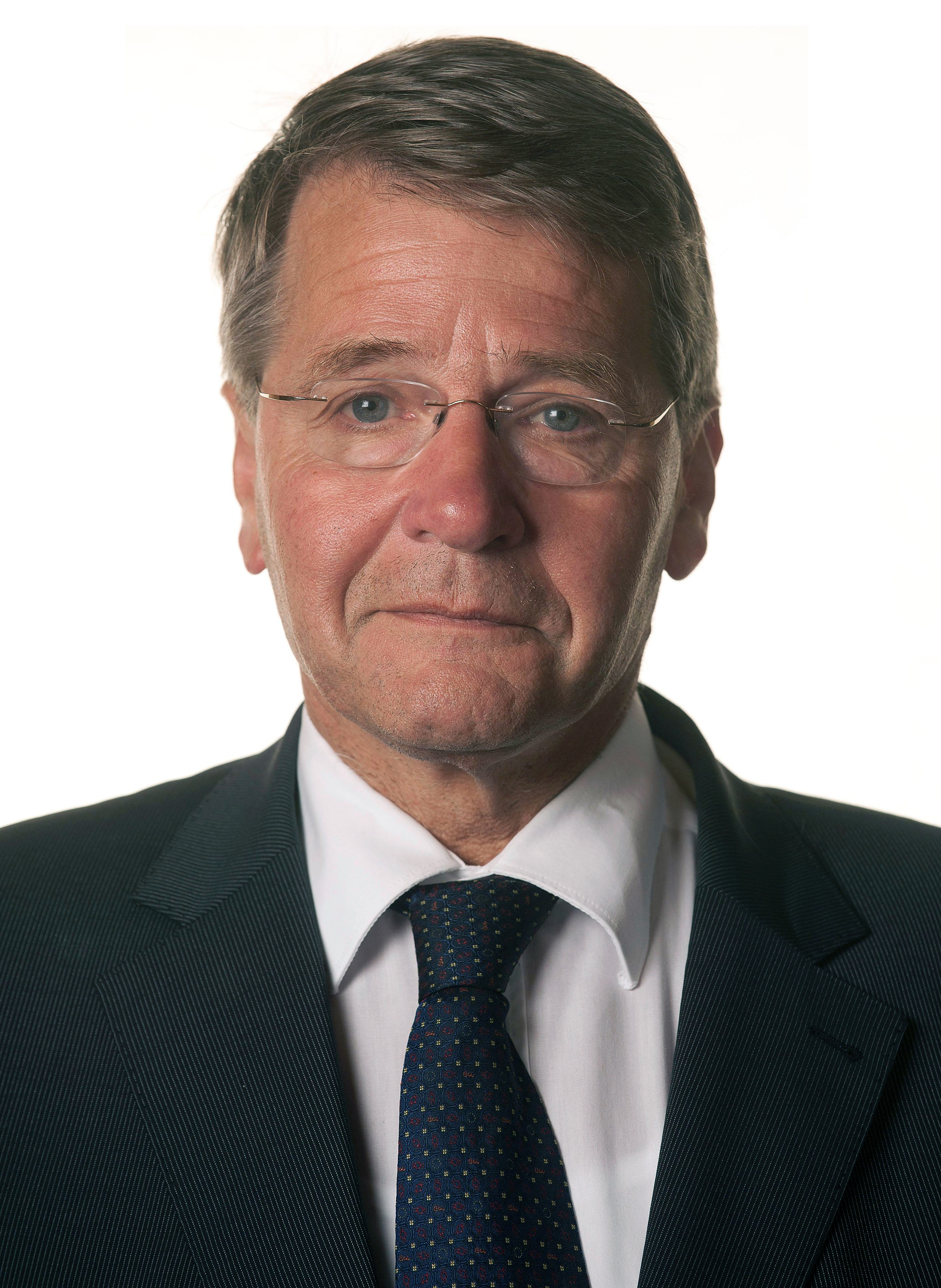
Informateur Piet Hein Donner.

In de aanloop naar de verkiezingen was er gepleit voor een Tweede Kamerdebat over het aanwijzen van een informateur, maar door de omstandigheden was daar uiteindelijk geen meerderheid voor. Koningin Beatrix liet zich vervolgens adviseren door haar vaste adviseurs en de fractievoorzitters. Balkenende adviseerde een CDA-informateur aan te wijzen en had al eerder gehint op samenwerking met de LPF.
Herben steunde een CDA-informateur voor gesprekken met CDA, LPF en VVD. Ook GroenLinks, D66, SP, ChristenUnie beschouwden een coalitie van CDA, LPF en VVD als meest logische optie. Zalm steunde de benoeming van een CDA-informateur, maar zag kabinetsdeelname voor VVD vanwege het verlies niet zitten. Op 17 mei benoemde Beatrix CDA'er Piet Hein Donner als informateur. Hij werd bijgestaan door twee raadsadviseurs, waaronder Paul Huijts, en de hoofddirecteur van de Rijksvoorlichtingsdienst Eef Brouwers.
Zalm bleef aanvankelijk vasthouden aan zijn blokkade, maar er waren wel signalen dat de VVD zich op kabinetsdeelname voorbereidde. De fractievergaderingen werden bijvoorbeeld al gevoerd met personen die lager op de lijst stonden en bij kabinetsdeelname in de Kamer zouden komen. Op 24 mei ging Zalm na beraad met zijn fractie uiteindelijk akkoord met onderhandelingen.

### Onderhandelingen

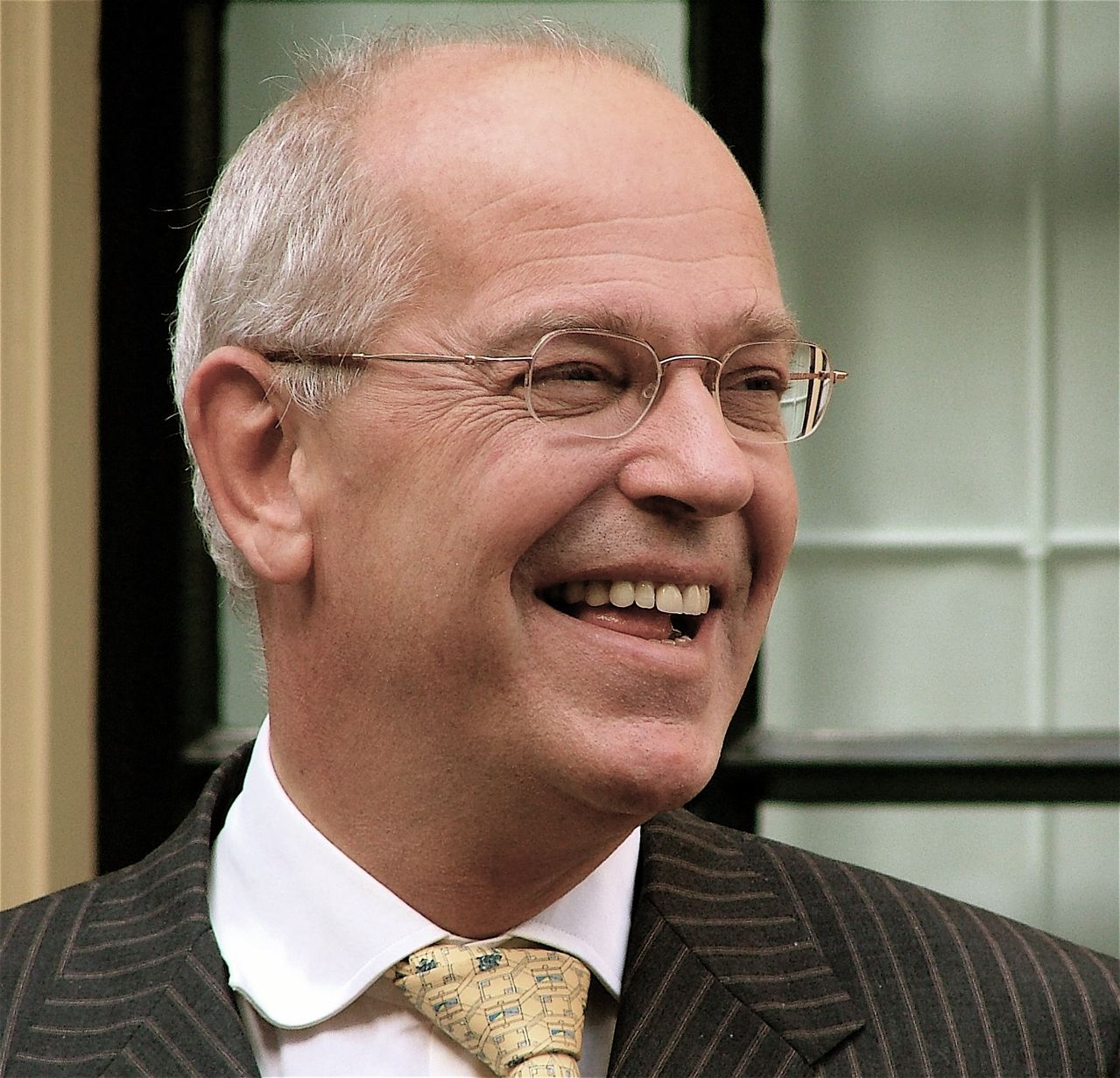
VVD-onderhandelaar Gerrit Zalm.

De daaropvolgende onderhandelingen vonden plaats in een goede sfeer, waarbij veel aandacht besteed werd aan persoonlijke relaties. Herbens doel was de LPF te integreren in de Nederlandse politiek. Balkenende en Zalm wilden de LPF wilden eveneens binden aan het bestel.
De Kamerfracties werden minder betrokken bij de onderhandelingen dan gebruikelijk was sinds 1982. De onderhandelaars hadden wel een eigen formatieteam die ze raadpleegden. Herben werd later in het bijzonder verweten solistisch te werk te zijn gegaan.
De nieuwkomer LPF was in die periode nog zoekende, zowel op inhoudelijk als organisatorisch vlak. Zo ontstond er vlak voor de inhoudelijke besprekingen verwarring over het asielstandpunt. Herben liet in de Volkskrant weten bereid te zijn tienduizend uitgeprocedeerde asielzoekers op te nemen, terwijl partijgenoot Ferry Hoogendijk in Buitenhof pleitte voor een generaal pardon van honderdduizend asielzoekers. Beiden beweerden dat dit was wat Fortuyn had gewild. Herben slaagde erin CDA en VVD gerust te stellen dat een generaal pardon niet hun wens was. Daarnaast moest Herben voortdurend de onderhandelingen verlaten om ruzies binnen de fractie op te lossen.
De partijen wisten op veel onderwerpen snel tot akkoord te komen, zoals een restrictiever asielbeleid, afschaffing van het kwartje van Kok, beperking van melkertbanen en invoering van de gekozen burgemeester. Ze kwamen tot een bezuinigingspakket van 6,82 miljard euro. De lastigste onderwerpen werden tot het einde bewaard: invoering van een nieuw zorgstelsel en herziening van de Wet op de arbeidsongeschiktheidsverzekering (WAO). Op deze onderwerpen stonden vooral CDA en VVD tegenover elkaar. Op 19 juni wisten de onderhandelaars ook op deze onderwerpen overeenstemming te bereiken. Vanwege de geserveerde versnaperingen werd dit het 'tosti-akkoord' genoemd.

### Regeerakkoord
Op 25 juni werd het conceptakkoord gedeeld met de fracties. Inhoudelijk was vooral de VVD tevreden, aangezien veel overeen kwam met hun verkiezingsprogramma. De voormalige paarse bewindslieden stoorden zich wel aan de titel 'Hersteld vertrouwen'. Alle fracties kwamen met een aantal amendementen. De LPF probeerde nog op laatste moment een ministerie van Veiligheid op te richten, waarin alle verantwoordelijkheden op het gebied van politie ondergebracht zou moeten worden, maar dit voorstel werd afgewezen.
De fracties stemden op 3 juli in met het akkoord getiteld "Werken aan vertrouwen. Een kwestie van aanpakken". Op 4 juli debatteerde de Kamer over het akkoord. Hoewel geen enkele motie tijdens het debat een meerderheid behaalde, verhoogden de onderhandelaars het budget voor de politieopleiding. Vervolgens bracht Donner eindverslag uit aan Beatrix.

## Formateur Balkenende

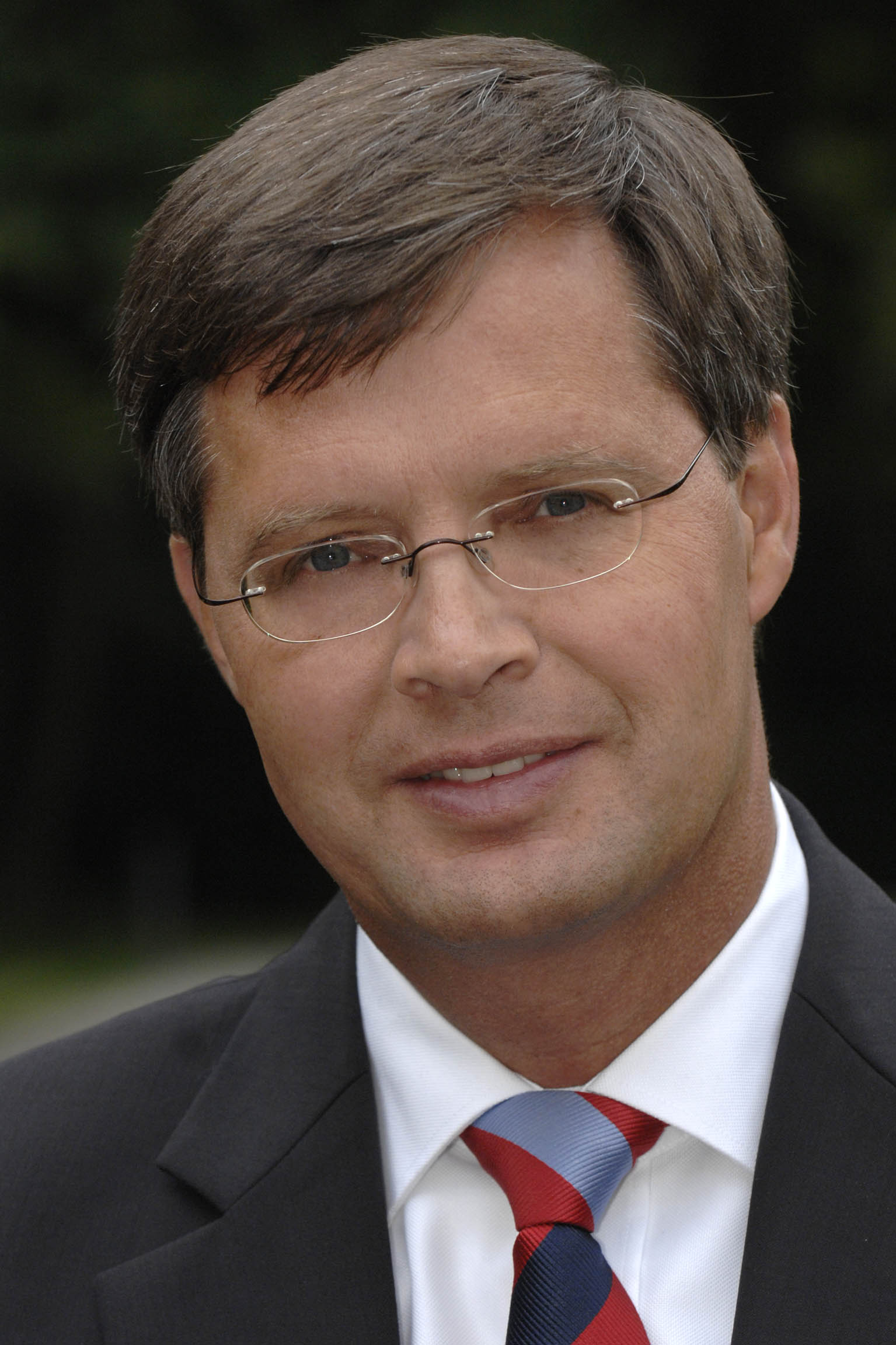
Formateur Jan Peter Balkenende.

Op advies van Donner werd Balkenende op 4 juli benoemd tot formateur, waarna Maria van der Hoeven als onderhandelaar namens CDA optrad. Over het aantal ministersposten per partij kwamen de onderhandelaars snel tot overeenstemming: CDA kreeg er zes, LPF vier en VVD vier. De ministerspost voor Ontwikkelingssamenwerking werd omgevormd tot staatssecretariaat.
Het verdelen van de posten bleek lastiger en leidde tot ergernissen. De LPF wilde Financiën, wat al vergeven was aan de VVD. Daarnaast wilde LPF Binnenlandse Zaken, Justitie of een zwaar ministerschap van Asiel en Immigratie. De LPF dreigde zelfs met afhaken als hun wensen niet werden ingewilligd.
Op 10 juli kwamen de onderhandelaars tot een compromis waarbij LPF het ministerschap van Immigratie en Integratie kreeg. De LPF-fractie voelde zich echter nog steeds onderbedeeld en stuurde Herben terug naar de onderhandelingstafel. LPF-Kamerleden João Varela, Joost Eerdmans en Harry Wijnschenk gingen zelf naar de onderhandelingstafel om wederom een ministerie van Veiligheid te bepleiten. Aan de andere kant dreigde het CDA met het teruggeven van de formateursopdracht. Uiteindelijk stemde de VVD in met een LPF-staatssecretaris voor politie en openbare zaken op het ministerie van Binnenlandse Zaken.

### Personele invulling
Voor de verkiezingen hadden Fortuyn en oud-VVD-leider Hans Wiegel gesproken over de mogelijkheid dat Wiegel premier zou worden als de LPF de grootste partij zou worden. Herben had aan het begin van de formatie benadrukt dat het niet vaststond dat Balkenende premier zou worden en opperde opnieuw Wiegel als alternatief. Tijdens de formatie sprak Herben echter zijn steun uit voor het premierschap van Balkenende.
Voor het CDA verliep het selecteren van bewindspersonen redelijk soepel. Bij de VVD wilde Zalm graag een aantal vrouwen in het kabinet. De gevraagde vrouwen wezen echter allemaal af, waardoor CDA'er Van der Hoeven de enige vrouwelijke minister werd. Zowel de LPF als het CDA hadden aangegeven geen bewindspersonen uit het paarse kabinet te willen, maar Zalm behield toch drie bewindspersonen uit het vorige kabinet.
Bij de LPF was het vinden van bewindspersonen ingewikkelder. De partij had geen ervaren bestuurders of politici tot haar beschikking en wilde geen Kamerleden doorschuiven naar het kabinet. Voorwerk van Mickey Huibregtsen en Albert de Booij werd bovendien door de fractie genegeerd. Vervoerseconoom Hugo Roos wees het ministerschap van Verkeer en Waterstaat af, omdat hij zich niet geschikt achtte voor de politiek.
Herben was bereid het voornemen om geen Kamerleden door te schuiven los te laten voor Vic Bonke, maar Bonke zag er om persoonlijke redenen van af. Herben sprak ook met Ahmed Aboutaleb, bestuurslid van het instituut voor multiculturele vraagstukken Forum, maar hij weigerde omdat zijn opvattingen te ver van de LPF af stonden. Later sloot Aboutaleb zich aan bij de PvdA. Voor het staatssecretariaat voor Emancipatie vond Herben uiteindelijk Philomena Bijlhout, die met haar Surinaamse komaf de eerste allochtone bewindsvrouw werd.
Balkenende werd inmiddels ongeduldig en stelde een ultimatum voor de LPF voor 16 juli. Herben leverde net op tijd een lijst in. Tussen 17 en 20 juli hield Balkenende gesprekken met de kandidaat-bewindspersonen. Bijzondere aandacht was er voor het scheiden van persoonlijke en commerciële belangen, omdat vooral LPF-bewindspersonen uit bedrijfsleven afkomstig waren. Op 22 juli vond het constituerend beraad plaats. De minister van Binnenlandse Zaken claimde de integrale verantwoordelijkheid voor de politie, ondanks eerdere toezeggingen aan de LPF. Diezelfde dag bracht Balkenende verslag uit aan Beatrix en werden de bewindspersonen beëdigd.

## Nasleep
Zeven uur na de beëdiging stapte Bijlhout al op, een record, omdat ze verzwegen had lid geweest te zijn van een volksmilitie van Desi Bouterse in Suriname tijdens de decembermoorden. Op 26 juli sprak Balkenende de regeringsverklaring uit. Ondanks de relatief vlotte formatie viel het kabinet al na drie maanden door onophoudelijke conflicten binnen de LPF.

## Bron
- Brand, Charlotte (2016). Rust in roerige tijden. In: Van Baalen, Carla; Van Kessel, Alexander (ed.).    Kabinetsformaties 1977-2012. Boom, Amsterdam, pp. 319-348. ISBN 9789461054661. NUR 680.